# Val S-charl
S-charl ist ein auf 1800 Metern in der Gemeinde Scuol gelegenes Sommerdorf in der Schweiz. Die ehemalige Bergarbeitersiedlung gibt dem Val S-charl ([ˌvalˈʃtɕarl]ⓘ), einem Seitental des Unterengadins, seinen Namen.

## Geographie
S-charl liegt am Weg von Scuol über den Pass da Costainas und Lü ins Val Müstair und ins Vinschgau.
Hauptfluss des Val S-charl ist die Clemgia, die am oberen Talende unweit des Passes nahe der Grenze zum italienischen Südtirol entspringt. Oberhalb der 13 Häuser zählenden Ortschaft liegt Tamangur, der höchste Arvenwald Europas. Unterhalb S-charl durchfliesst die Clemgia die wilde Clemgiaschlucht und mündet bei Scuol in den Inn. Die linke untere Talhälfte ist Bestandteil des Schweizerischen Nationalparks.

## Geschichte
Der Name «Scharles» erscheint bereits ums Jahr 1095. Die Herren von Tarasp schenkten dem Kloster Scuol im 11. und 12. Jahrhundert Güter in S-charl. Die Kapelle stammt wohl aus der gleichen Zeit. 1499 und 1621 wurde die Siedlung niedergebrannt. Im 16. Jahrhundert gab es in S-charl 70 Häuser, um 1825 sogar eine Schule (welche auch von Kindern aus Scuol besucht wurde, weil sie dort deutsch lernen konnten). Im Jahr 1904 wurde hier der letzte Braunbär der Schweiz erlegt. Bis 1950 war die Fraktion ganzjährig bewohnt.
Für S-charl und die angrenzende Val Mingèr war über Jahrhunderte der Bergbau von Bedeutung. Von 1317 bis 1652 und dann noch einmal in der ersten Hälfte des 19. Jahrhunderts wurde Silber- und Bleierz abgebaut. Das Silberbergwerk wurde 1317 an verschiedene Engadiner Familien verliehen, 1356 ging es an die Familie von Planta von Zuoz. Bis zum Auskauf des Unterengadins 1652 lag das königliche Bergwerksregal bei den Grafen von Tirol und bei der Herrschaft Österreich. Im 17. Jahrhundert kam der Blei- und Silberabbau zum Erliegen. 1819 bis 1829 wurde das Werk von Johann Hitz aus Klosters betrieben. 1823 bis 1828 wurden 8060 kg Blei und 200 kg Silber gewonnen. Aus dieser Zeit stammen auch das Knappenhaus und die sog. Schmelzra. Mitte des 19. Jh. wurde der Bergbaubetrieb endgültig eingestellt. Die Ruinen der Schmelzra, 1989 renoviert und heute ein Bergbau- und Bärenmuseum des Nationalparks, erinnern an den Bergwerksbetrieb.

## Sehenswürdigkeiten, Wirtschaft und Infrastruktur
In S-charl steht eine denkmalgeschützte reformierte Kirche, die im Sommer für Sonntagsgottesdienste und Hochzeitsfeiern genutzt wird.
Im Val S-charl liegen auch die Alpen von Scuol, die schon in den vergangenen Jahrhunderten wichtig waren. Grosse Bedeutung hat in S-charl heute auch der Tourismus (Wandern und Biken im Sommer, Skitouren im Winter). Im Sommer ist S-charl durch eine Postautolinie erreichbar, im Winter mittels Pferdeschlitten.

## Bilder

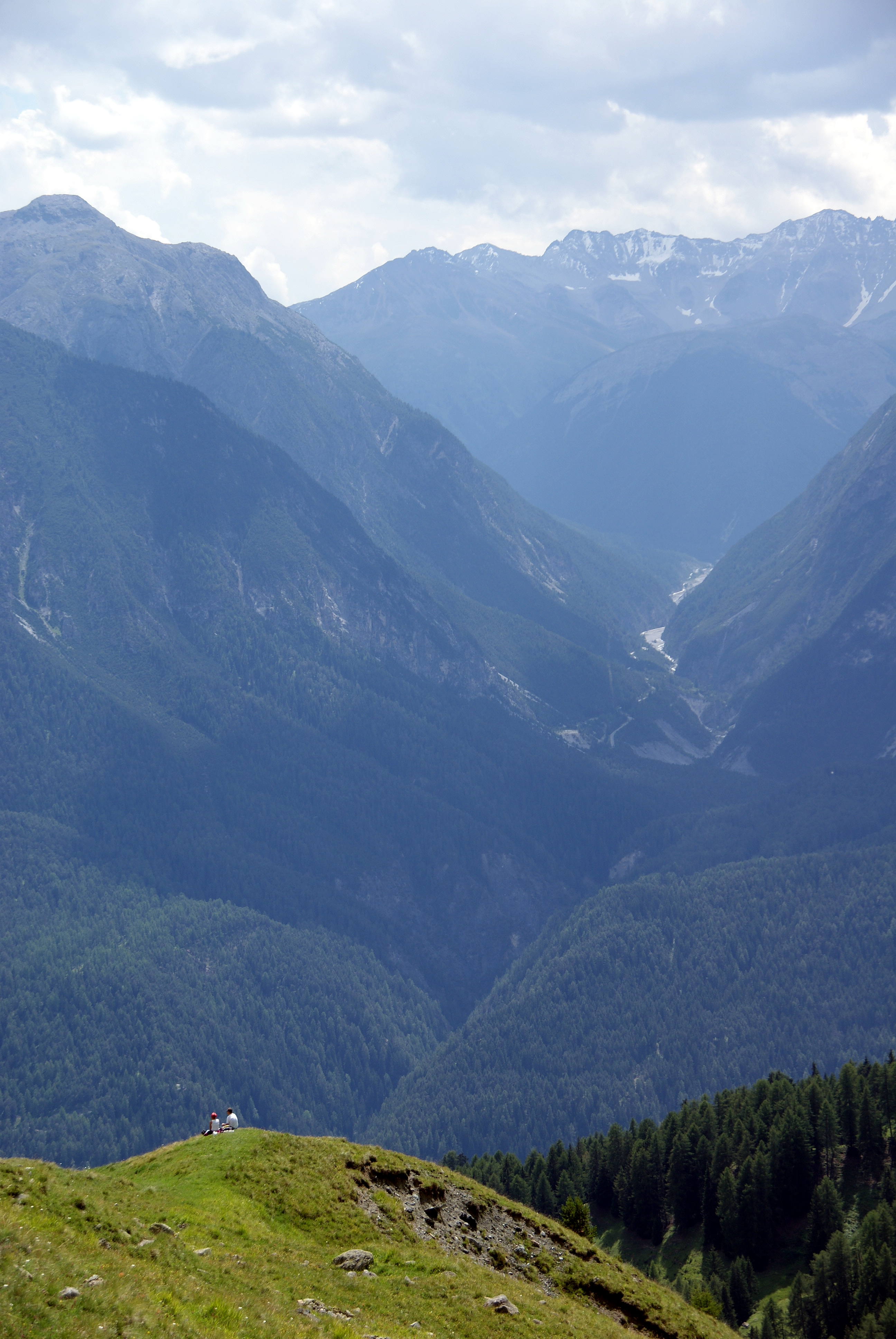
Blick von Motta Naluns ins Val S-charl
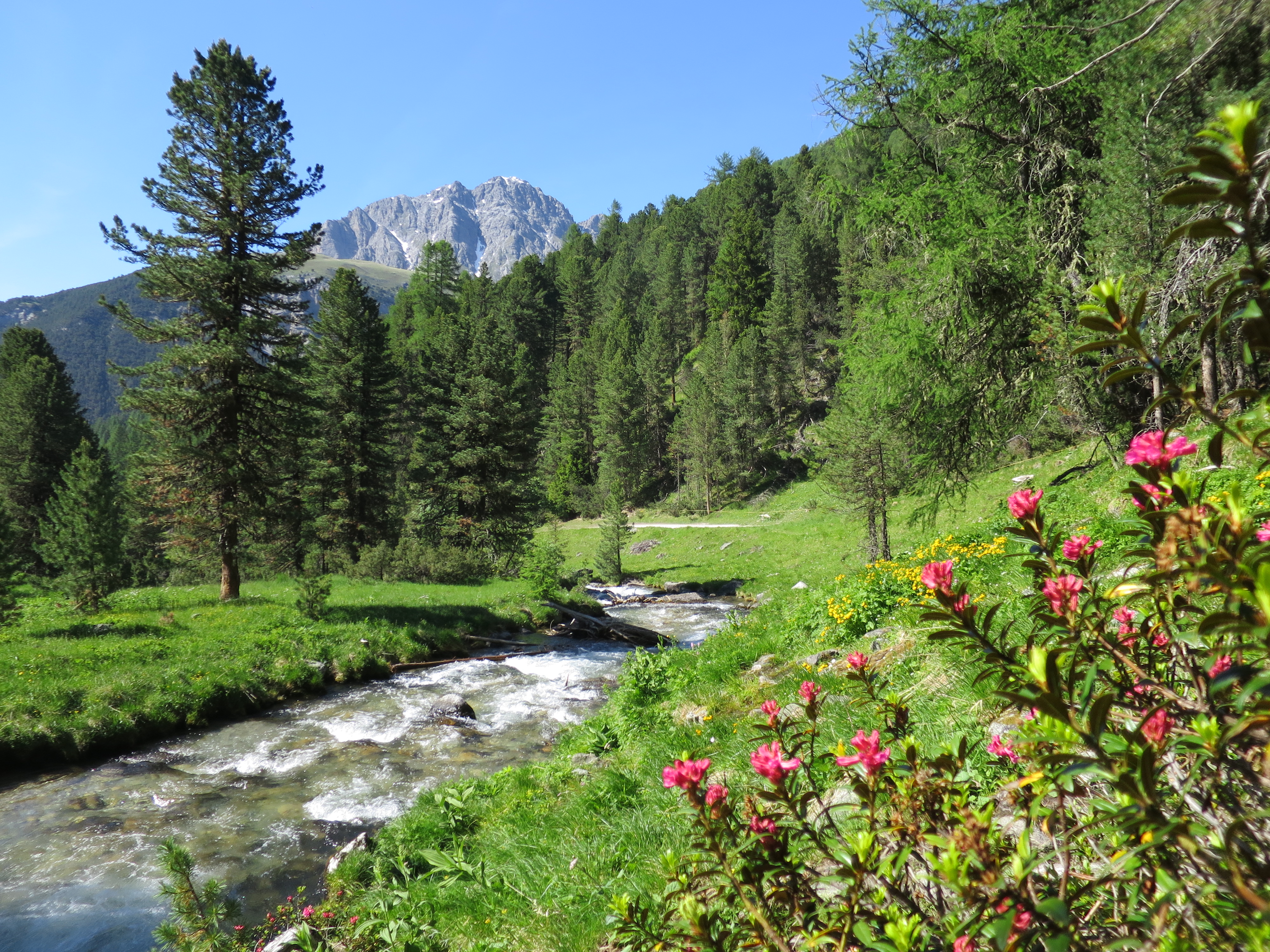
Val S-charl mit Piz Madlain
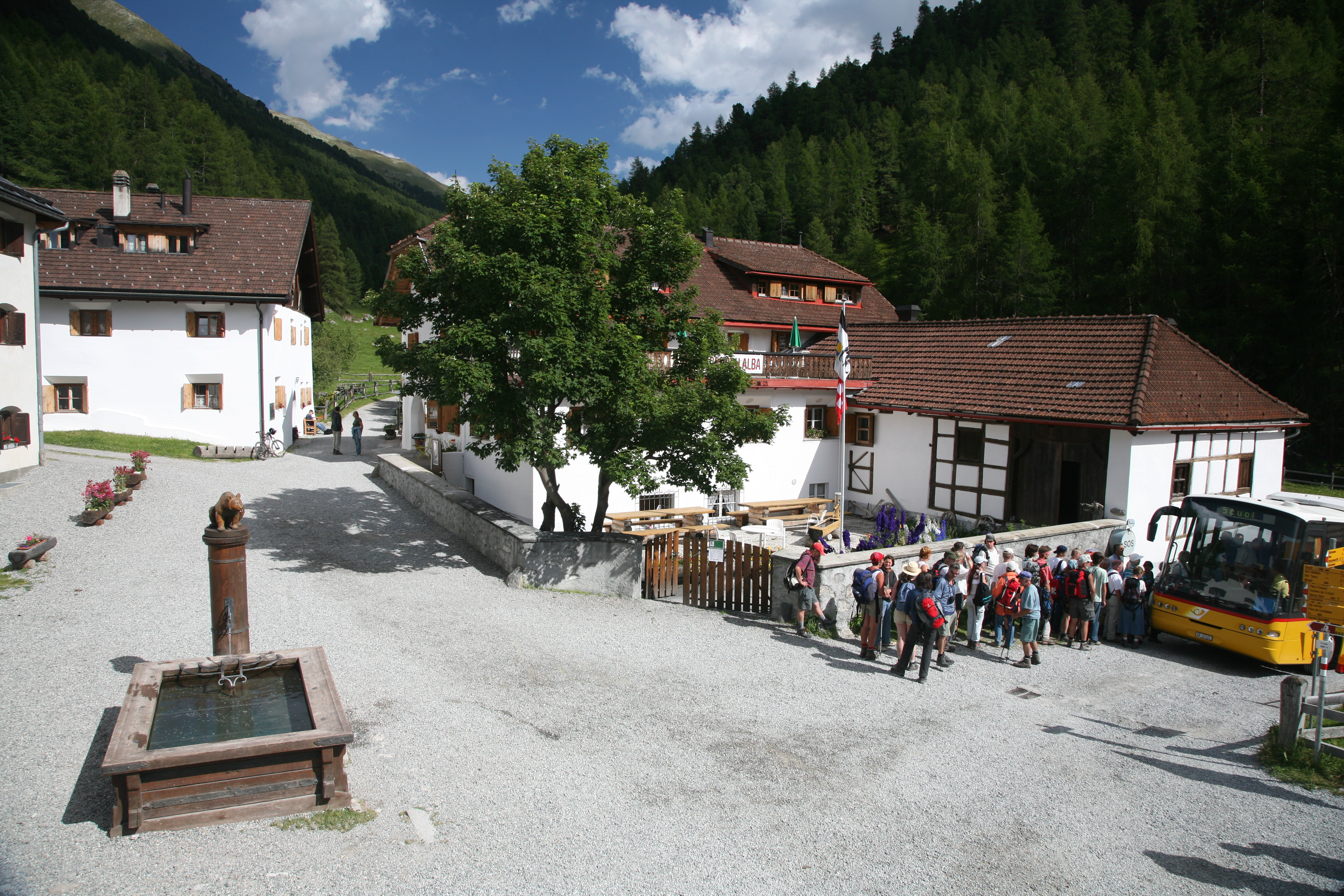
Dorfplatz in S-charl
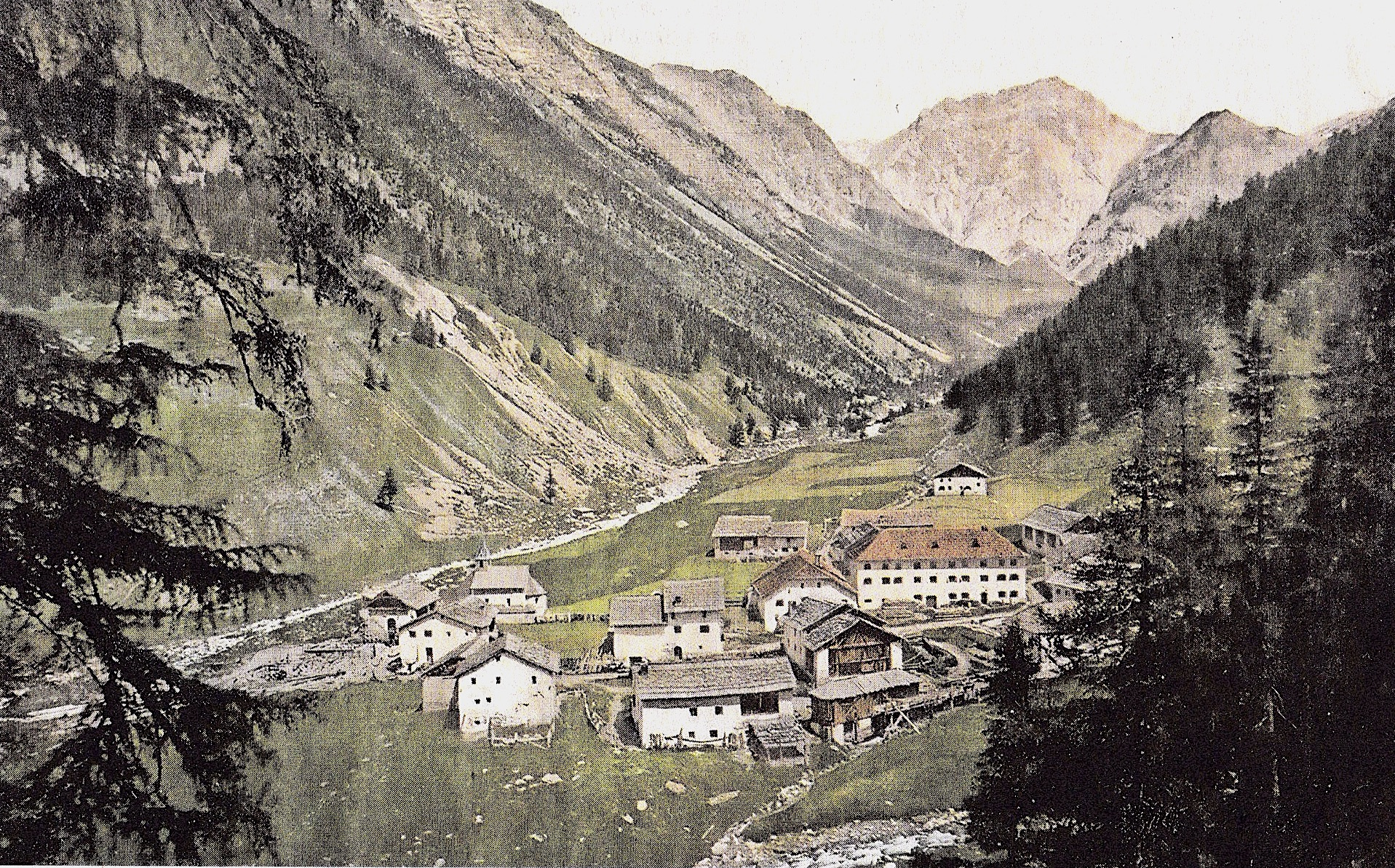
Fotochromdruck um 1900
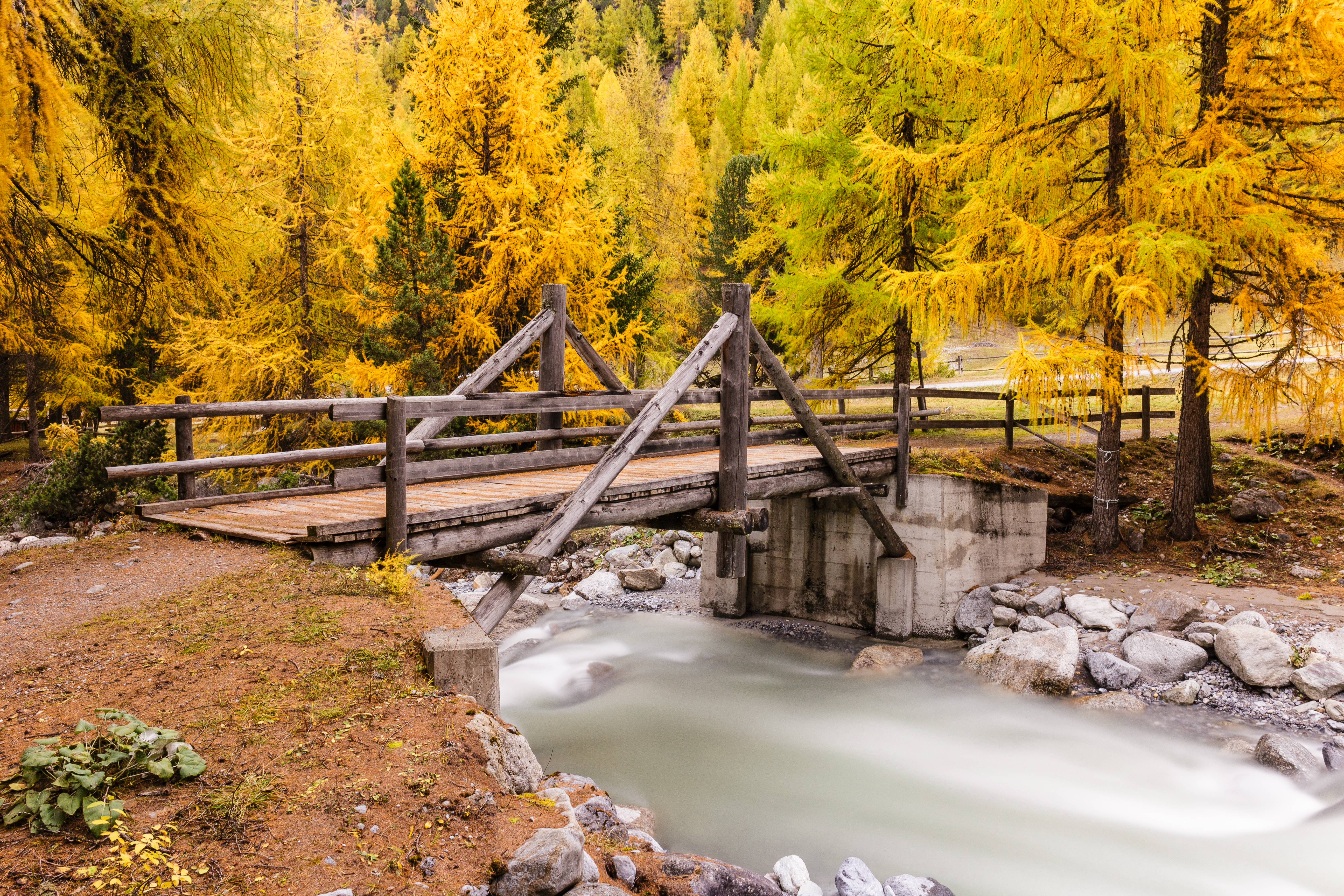
S-charl, Clemgia.